# 相澤千恵
相澤千恵（あいざわ ちえ 1981年 - ）は、日本のシンガーソングライター。

## 略歴
岡山県玉野市出身。6歳のときに始めたピアノ、16歳のときに始めたアコースティックギターとパーカッションがきっかけで、音楽の道に進む。
大学在学中にバンドのボーカルを務め、バンド解散と同時にソロでの活動を始める。女の可愛さ・切なさという二面性の表現をコンセプトにしている。横浜国立大学教育学部在学中には美術教師の資格を取得している。ペットとしてカメを飼っている。
主な活動場所は、赤坂グラフィティ、恵比寿天窓switchなど。
2009年4月24日に3rdシングル『虹色メトロ』を発売。
2009年12月11日に1stミニアルバム『光eyes』を発売。
2010年12月2日に4thシングル『23:55』を発売。

## 特徴
不倫の愛や、同性愛などの背徳的なテーマの曲が多いのが特徴。
曲調としては歌謡・ジャズ・ラテン・ロック・R&B等、多岐に渡る。また、静かなフレーズと激しいフレーズが一曲の中に入り混じるのも特徴的である。

## 作品

### シングル
1. 『蘇芳』
2. 『萌黄』
3. 『虹色メトロ』　2009年4月24日発売。
4. 『23:55』　2010年12月2日発売。

### ミニアルバム
1. 『光eyes』　2009年12月11日発売。コンセプトは「冬」。[3]

プロデュースは元PHONESのベーシスト、安藤啓介。

## 参照
1. ↑  “プロフィール｜相澤千恵特設ホームページ”. 2010年12月20日閲覧。
2. ↑  “コテツさん｜相澤千恵ブログ”. 2010年12月20日閲覧。
3. ↑  “光eyes｜スタジオレダCDレビュー”. 2010年12月20日閲覧。
4. ↑  “虹色メトロ｜スタジオレダCDレビュー”. 2010年12月20日閲覧。